# Божићна печеница (приповетка)
Божићна печеница је приповетка Стевана Сремца, која је први пут објављена у Гласнику за забаву и науку, Београд 1893, год. I, бр. 2 (10. фебруар).. Ова реалистичка приповетка подељена је у три главе, а садржи и хумористичке елементе. Према српском књижевном критичару Јовану Деретићу, Стеван Сремац је, поред Радоја Домановића и Бранислава Нушића, био један од тројице највећих мајстора смеха у епохи српског реализма.
„Попут многих великих хумориста, и он је био меланхолик који засмејава друге а сам се мало смеје.” (Јован Деретић)

## Радња

### Прва глава
Протагонисти приповетке су Павле Постиљоновић и Јован Максић, чиновници. У првој глави приповедач ретроспективним путем упознаје читаоца са јунацима. Јова је приказан као лукав и препреден човек, који вешто уме да се снађе у свакој ситуацији и ствари увек преокрене у своју корист. Родио се две године после смрти свог оца, заправо из некакве ванбрачне везе своје мајке, удовице. Био је рђав ђак, до службе је дошао захваљујући родбинским везама. Врло је лако успевао да убеди свакога да му позајми новац, а са истом лакоћом успевао је и да избегне враћање дугова. Стога су му они којима је дуговао новац наденули надимак Јова Ватра, а они према којима је имао мањи дуг - Јова Ватрица.

### Друга глава
Друга глава почиње сликом атмосфере уочи Божића. Те, 1891. године била је јака зима. Пошавши на пијацу да купи прасе за Божићну трпезу, Јова сусреће свог колегу Павла (Пају), кога том приликом позива на Божићни ручак. У другом делу главе приказано је велико празнично спремање у дому Јове и његове жене Каје.

### Трећа глава
Трећа глава представља централни део приповетке. После јутарњег богослужења, Јова и Паја одлазе заједно у Јовин дом. Јова се хвали како за спремање Божићне печенице нема нигде већег мајстора од њега. За празничном трпезом Јова прича Паји како је узео Кају без мираза, али се не каје, јер је његова жена добра кућаница. Каја помало кокетира са Пајом. Уз пријатан разговор мало су и попили и запевали све троје. Показало се да је Пајино и Кајино гостопримство било лукав начин како да на превару искамче од наивног Паје потпис за меницу. Паја се нашао у чуду не могавши ни на који начин да избегне превару. Хумор је на самом крају приповетке постигнут самоироничним Пајиним поређењем са прасећом печеницом:
"А прика Паја само ћути. Ћути као да се осрамотио пред кумом; ћути па пушта густе димове, и једнако гледа преда се у ону прасећу главу, која му лицем окренута беше и којој је Јова углавио био међу вилице једну грдну дуњу. Дуња је испала била, и прасећа глава, онако са разјапљеним вилицама, као да је зачуђено бленула у Пају, који је такође бленуо у њу. Тако се гледају њих двоје, печеница и опечени Паја.
Шта ли је, боже, мислио и премишљао г. Паја гледајући у ту божићну печеницу?
Ако је она прасећа глава што мислила у тај пар, то је и он."